# Conférence de Lausanne (1932)
Pour les articles homonymes, voir Conférence de Lausanne.

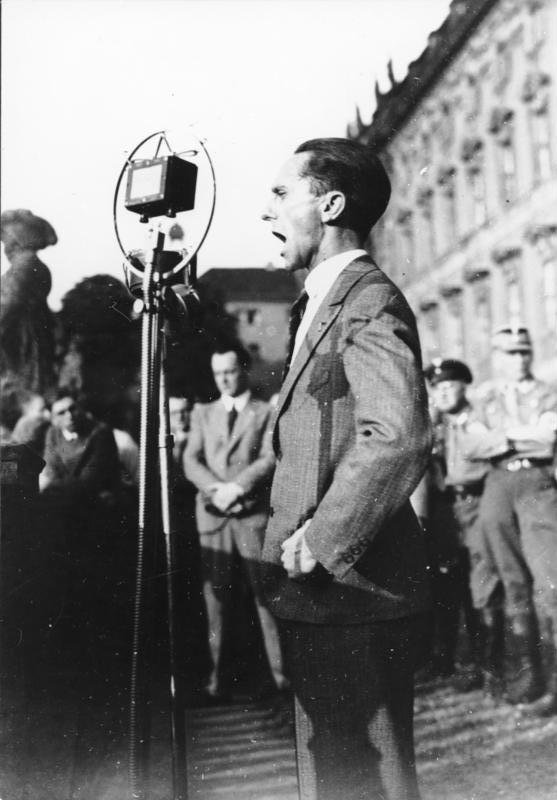
Joseph Goebbels à la conférence de Lausanne

La Conférence de Lausanne s'est tenue entre le 16 juin et le 9 juillet 1932 à Lausanne. Elle réunit des représentants de France, du Royaume-Uni, d'Italie, et d'Allemagne pour régler le problème des réparations de guerre dues par l'Allemagne à la suite de la Première Guerre mondiale par le Traité de Versailles.
L'Allemagne étant dans l'incapacité de payer les 132 milliards de Reichsmarks dus, soit l'équivalent de 42 000 tonnes d'or, la conférence prononce un moratoire de trois ans. Le montant suivant est fixé à 5 milliards de marks (en sus des 20 milliards de marks-or déjà effectués).
Lors de la conférence de Lausanne, on prévoit pour toutes les réparations un forfait général de trois milliards de marks à verser à la Banque des règlements internationaux. À la fin de 1932, le règlement des dettes consécutives à la guerre de 1914-1918 semble terminé. À partir de janvier 1933, on ne parle plus des réparations dues au titre de la Première Guerre mondiale.  